# Zeche Victor
Die Zeche Victor war ein Steinkohlen-Bergwerk in Castrop-Rauxel im Ruhrgebiet. Betrieben wurde die Zeche lange Zeit in der Rechtsform einer bergrechtlichen Gewerkschaft, zu der neben mehreren Schächten, Kokereien, Brikettfabriken auch chemische Werke gehörten. Die Stilllegung der letzten Anlagen erfolgte 1973.

## Geschichte

### 1871–1910
Bereits in den 1860er Jahren waren mehrere voneinander unabhängige Schürfgesellschaften bei der Suche nach Steinkohlenvorkommen im Gebiet um die Dörfer Rauxel und Ickern fündig geworden. 1871 wurden mehrere Grubenfelder durch die Essener Unternehmer Friedrich Grillo und Ernst Waldthausen (1811–1883) unter den Grubenfeldnamen Victor und Ickern konsolidiert. Die neu gegründete Gewerkschaft Victor begann 1872 mit dem Abteufen des Schachts Victor 1 an der Wartburgstraße. Nach einigen technischen Schwierigkeiten durch Wasserzuflüsse konnte 1875 die Endteufe erreicht werden. Der Schacht erhielt einen Malakow-Turm und ging 1877 vollständig in Betrieb.
Die wirtschaftliche Stabilität der Gewerkschaft Victor ermöglichte einen zügigen Ausbau der Tagesanlagen. Aufgrund der Schlagwettergefährdung der Zeche wurde von 1884 bis 1887 südöstlich des ersten Schachts ein Wetterschacht abgeteuft. 1887 erwarb August Thyssen einen Großteil der Kuxe der Gewerkschaft Victor. Dadurch intensivierte sich die Zusammenarbeit der Gewerkschaft Victor mit den Thyssen-Unternehmungen als großem Montankonzern des Ruhrgebiets. Schacht 1 erhielt 1890 ein eingezogenes bzw. auf den Malakow-Turm aufgesetztes Fördergerüst. Neben Schacht 1 wurde von 1888 bis 1890 der Schacht 2 niedergebracht, der in der Folge zum Förderschacht mit Doppelförderung ausgebaut wurde. Darüber hinaus wurden eine Kokerei neben Schacht 1/2 und ein zecheneigener Hafen am Rhein-Herne-Kanal gebaut.
Im Jahr 1899 begann die Ausrichtung des nordöstlichen Feldesteils. Zunächst wurde in Habinghorst der Schacht 3 abgeteuft. Dieser ging nach einigen technischen Schwierigkeiten 1905 in Betrieb. Es war aber von vorneherein der Aufschluss durch eine Doppelschachtanlage geplant. Daher wurde von 1901 bis 1907 neben Schacht 3 der Schacht 4 abgeteuft. Dieser wurde als zentraler Förderschacht ausgebaut und mit einer Doppelförderung versehen. 1905 ging auf Schacht Victor 3/4 eine weitere Kokerei in Betrieb. Ferner wurde der alte Wetterschacht im Südostfeld mit einer kleinen Fördereinrichtung versehen und fortan als Schacht Victor 5 geführt.

### 1910–1945
Anfang des 20. Jahrhunderts gründeten die Bergleute der Gewerkschaft Victor die Gewerkschaft Ickern mit dem Ziel, nordöstlich von Victor 3/4 eine Anschlussanlage zu errichten. Aus dieser entstand die Zeche Ickern. 1910 erwarb die Lothringer Hüttenverein Aumetz-Friede AG beide Gewerkschaften, wodurch die Zechen Victor und Ickern Teil eines der damals größten deutschen Montankonzerne wurden. Zu dieser Zeit erreichte die jährliche Kohleförderung der beiden Zechen 1,2 Millionen Tonnen Fett- und Gaskohle bei einer Kokserzeugung von 800.000 Tonnen. Kurzfristig wurde auf der Schachtanlage 1/2 eine Brikettfabrik für Esskohlen, eine hochwertige Steinkohle, betrieben.
Im Jahr 1913 übernahm Peter Klöckner den Vorsitz im Aufsichtsrat des Lothringer Hüttenvereins, der nach dem Ersten Weltkrieg infolge der Abspaltung Lothringens vom Deutschen Reich den Sitz der Aktiengesellschaft nach Castrop-Rauxel verlegte. Am 9. Februar 1923 gliederte Klöckner die Gewerkschaften Victor und Ickern als fördertechnischen Verbund neben anderen bestehenden Bergwerken und verschiedenen Fabriken in die neu gegründete Klöckner-Werke AG ein. Während der Ruhrkrise hielten französische Truppen von 1923 bis 1924 die Zeche Victor besetzt.
1926 lehnte es Klöckner ab, dem Zusammenschluss mehrerer großer Hüttenwerke zur Vereinigten Stahlwerke AG beizutreten. Obwohl ein solcher Schritt ihm nicht unbeträchtliche finanzielle Vorteile gebracht hätte, wollte er unabhängig und in seinen Unternehmen stets im Besitz der Mehrheitsrechte bleiben. Vor diesem Hintergrund gründete Klöckner zusammen mit der Wintershall AG, die ebenfalls ihre wirtschaftliche und rechtliche Selbständigkeit bewahren wollte, im Winter 1926/27 die Gewerkschaft Victor Stickstoffwerke. Klöckner war an der neu gegründeten bergrechtlichen Gewerkschaft  mit 52 % und die Wintershall mit 48 % beteiligt. Damit ging die Gewerkschaft Victor als erstes Unternehmen des Ruhrbergbaus zur Herstellung von synthetischen Stickstoff aus Kokereigas über, womit höherwertige Düngemittel für die Landwirtschaft gewonnen werden konnten. Die Herstellung erfolgte nach dem Verfahren von Georges Claude. Das Stickstoffwerk ging 1928 in Betrieb. 1930 hatte die Gewerkschaft Victor eine Produktionskapazität von jährlich 18.000 Tonnen Stickstoff und gehörte als sogenannter Außenseiter keinem der Kartelle, Trusts oder Interessengemeinschaften (IG) an.
Noch bevor die Ruhrchemie ihre eigene Versuchsanlage zur Kohleverflüssigung fertiggestellt hatte, kaufte die Gewerkschaft Victor von ihr im Herbst 1934 die erste Unterlizenz für den Bau einer Fischer-Tropsch-Anlage. Im Zuge dessen sollte das Unternehmen neben der Zeche, der Kokerei und dem Stickstoffwerk ab 1936 als eines der ersten die Herstellung von synthetischen Benzin aus Kokereigas aufnehmen. Die Anlage wurde 1937 in vollem Umfang in Betrieb genommen und ebenfalls gemeinschaftlich von der Klöckner-Werke AG und der Wintershall AG betrieben, nunmehr unter der offiziellen Firmierung Gewerkschaft Victor Stickstoff- und Benzinwerke.
Wie bei allen damaligen Hydrierwerken sind in der Fachliteratur auch für die Fischer-Tropsch-Anlagen in Castrop-Rauxel widersprüchliche Produktionskapazitäten aufgeführt. Die Spanne reicht von jährlich 40.000 Tonnen über 50.000 und 60.000 Tonnen bis hin zu 87.000 Tonnen. Fest steht hingegen, dass das Benzinwerk der Gewerkschaft Victor und das Benzinwerk der Friedrich Krupp AG in Wanne-Eickel die beiden kleinsten von insgesamt neun Anlagen waren, die im deutschen Einflussbereich bis zum Ende des Zweiten Weltkriegs synthetische Kraftstoffe nach dem Fischer-Tropsch-Verfahren produzierten.
Dabei ist zu beachten, dass das mittels der Fischer-Tropsch-Synthese zu dieser Zeit hergestellte Benzin als Kraftstoff für Vergasermotoren infolge seiner geringen Klopffestigkeit nur nach Zumischung hochklopffester Treibstoffe, wie Benzol, Ethanol, geeignet war. Deshalb begrenzte sich die damalige Benzinproduktion auch bei der Gewerkschaft Victor hauptsächlich auf Ligroin, Waschbenzin, Wundbenzin und Kogasin. Flugbenzin konnte mit dem Verfahren damals ebenfalls nicht hergestellt werden. Das heißt, die Ausbeute der Gewerkschaft Victor an hochwertigem Benzin war gering, die Fischer-Tropsch-Anlage diente vor allem der Herstellung von Rohstoffen für die chemische Industrie. Dazu zählten insbesondere Hartparaffine, Fette, Seifen, Waschmittel und Lösungsmittel.
Während des Zweiten Weltkriegs erreichte die gemeinsame Förderung der Zechen Victor und Ickern, die beide zur Gewerkschaft Victor gehörten, den Wert von jährlich 2,5 Millionen Tonnen Steinkohle. Im Jahr 1944 war die Belegschaft von Victor-Ickern auf mehr als 7500 angewachsen, davon 4450 Ausländer. Bei den alliierten Luftangriffen auf das Ruhrgebiet war Castrop-Rauxel fünfmal Ziel größerer und 30 Mal das Ziel kleinerer Bombardements. Dabei wurden die Industrieanlagen der Gewerkschaft Victor wiederholt schwer getroffen; sie konnten allerdings meist bereits nach kurzer Zeit den Betrieb wieder aufnehmen. Der letzte Großangriff auf Castrop-Rauxel erfolgte am 15. März 1945; danach mussten beide Kokereien wegen zu starker Zerstörungen außer Betrieb genommen werden.

### 1945–1973
Nach dem Ende des Zweiten Weltkriegs firmierte das Unternehmen fortan unter der Bezeichnung Gewerkschaft Victor Chemische Werke. Gemäß den Anweisungen des Alliierten Kontrollrates mussten die Klöckner-Werke entflochten werden. Die dem Konzern angehörigen Bergwerksbetriebe wurden in einzelne Gesellschaften aufgespalten, die ab 1953 wiederum in der Klöckner-Bergbau Victor-Ickern AG und anderen Tochtergesellschaften aufgingen.
Die neue Kokerei auf Schacht 3/4 ging 1948 in Betrieb. Die Förderung erreichte bald 1,3 Millionen Tonnen Kohle jährlich bei 5.600 Beschäftigten. Ab 1955 erfolgte die schrittweise Stilllegung der Förderung auf der Schachtanlage 1/2. Schacht 1 wurde teilverfüllt, die Schächte 2 und 5 blieben als Seilfahrt-, Wetter- und Wasserhaltungsschächte in Betrieb. In den Jahren 1960 bis 1962 erfolgte zwischen Victor 1/2 und Victor 3/4 das Abteufen des Wetterschachts Victor 6. Nach dessen Inbetriebnahme wurden die Schächte 1, 2 und 5 abgeworfen und endgültig verfüllt. Des Weiteren ging der Förderverbund mit der Zeche Ickern wieder in Betrieb, bei zunehmender Verlagerung der Förderung auf die Schachtanlage Ickern 1/2.
1968 wechselte die Zeche in den Besitz der Ruhrkohle AG. 1970 erreichte die gemeinsame Förderung Victor-Ickern den Wert von 2,23 Millionen Tonnen Kohle.

## Stilllegung
Im Rahmen des Gesamtanpassungsplanes des Ruhrbergbaus wurden nach und nach die am wenigsten produktiven Anlagen bzw. die Anlagen mit der voraussichtlich geringsten Lebensdauer außer Betrieb genommen. Die Stilllegung der Kokerei Victor 3/4 erfolgte 1972. Parallel wurde für das nächste Geschäftsjahr die Gesamtstilllegung der Anlagen beschlossen. Die letzte Schicht erfolgte am 30. September 1973. Im Anschluss erfolgte die Verfüllung der Schächte und der Abbruch der Tagesanlagen.

## Gegenwart
Auf den Arealen der Zeche Victor 1/2 und der Zeche Victor 3/4 sind nach und nach Gewerbeansiedlungen erfolgt, einige Nebengebäude sowie Teile der Zechenmauern sind noch zu erkennen. Der ehemalige Zechenhafen, jetzt Hafen Victor, am Rhein-Herne-Kanal dient zur Anlandung von Kohle.
Zudem werden Mittelstandsparks auf den ehemaligen Zechengeländen errichtet, welche vor allem mit Birken bepflanzt werden.